# Jacques Devolder
Jacques Devolder (Ruiselede, 3 januari 1943) is een voormalig Belgisch volksvertegenwoordiger, senator en Vlaams volksvertegenwoordiger.

## Levensloop
Devolder vestigde zich in 1968 als apotheker in Sint-Kruis. Als reserveofficier bereikte hij de graad van kapitein.
Hij werd politiek actief als nationaal voorzitter van de PVV-jongeren. Van 1978 tot 1986 was hij arrondissementeel voorzitter van de PVV. In oktober 1976 werd hij verkozen tot PVV-gemeenteraadslid van Brugge. Hij werd begin 1977 schepen van Brugge, in een regenboogcoalitie, en bleef dit tot in 1985, waarna hij nog gemeenteraadslid bleef tot in 1995. Van 2001 tot 2006 was hij opnieuw gemeenteraadslid van de stad.
In oktober 1985 werd hij voor de PVV verkozen tot lid van de Kamer van volksvertegenwoordigers voor het arrondissement Brugge wat hij bleef tot mei 1995. In de periode december 1985-mei 1995 had hij als gevolg van het toen bestaande dubbelmandaat ook zitting in de Vlaamse Raad. De Vlaamse Raad was vanaf 21 oktober 1980 de opvolger van de Cultuurraad voor de Nederlandse Cultuurgemeenschap, die op 7 december 1971 werd geïnstalleerd, en was de voorloper van het huidige Vlaams Parlement.
Bij de eerste rechtstreekse verkiezingen voor het Vlaams Parlement van 21 mei 1995 werd hij verkozen in de kieskring Brugge. Ook na de volgende Vlaamse verkiezingen van 13 juni 1999 bleef hij Vlaams volksvertegenwoordiger tot juni 2004. Hij werd van 1995 tot 2004 als gemeenschapssenator afgevaardigd naar de Senaat, waar hij eveneens van 1999 tot 2003 quaestor was. Ook was hij van 1995 tot 2003 lid van de Parlementaire Assemblee van de Organisatie voor Veiligheid en Samenwerking in Europa.
Jacques Devolder werd benoemd tot Grootofficier in de Leopoldsorde op 5 juni 2007.